# 兵庫県立龍野北高等学校
兵庫県立龍野北高等学校（ひょうごけんりつ たつのきたこうとうがっこう）とは、2008年（平成20年）に龍野実業高等学校と新宮高等学校が合併し開校された学校である。2008年度（平成20年度）は現在の新宮高校の校舎を使用し、2009年度（平成21年度）以降は、たつの市新宮町芝田（こげた）の甲子園球場の約2倍の敷地に建設される新校舎が使用されている。略称は龍北（たつきた）、北高（きたこう）など。

## 概要
- まちを支える人づくり 〜スペシャリストへの道〜 をスローガンに、工業系（電気情報システム科、環境建設工学科、総合デザイン科）、福祉系、看護系の学科が統合された全国的にもユニークな学科構成の専門高校である。全日制課程でも商業系の簿記などの資格取得も可能なように、「まちづくり科目群」という学科をこえた学びの科目が用意されている。
- 看護科、総合福祉科は100%推薦、その他の学科は50%推薦。看護科は、看護師の受験資格取得のために、新宮高等学校時代の2002年度（平成14年度）入学生から5年一貫教育となり、専攻科へ100%進学する。また、看護科は高校2年次の修学旅行に加えて、専攻科の2年次に国内の研修旅行を行っている。兵庫県内で看護師の受験資格を取れる高校は、当校以外に兵庫県立日高高等学校がある。
- 総合福祉科は、介護福祉士の受験資格が得られる類型がある。（介護福祉類型）
- 2008年度(平成20年度)と2009年度（平成21年度）は、3校の生徒が龍野北高校の新校舎で学んでいたため、制服の異なる生徒が混在していた。

## 沿革
- 2008年（平成20年）
  - 1月 - 兵庫県条例第51号により　兵庫県立龍野北高等学校　を設置する。
  - 4月 - 兵庫県立龍野実業高等学校と兵庫県立新宮高等学校が発展的統合を遂げ、兵庫県立龍野北高等学校として開校
電気情報システム科2学級 80名、環境建設工学科 40名、総合デザイン科 40名、総合福祉科 40名、看護科40名
- 2009年（平成21年）4月 - 新校舎（たつの市新宮町芝田125-2）に移転
- 2010年（平成22年）2月 - 兵庫県立龍野実業高等学校と兵庫県立新宮高等学校が閉校

## 設置学科
5つの学科があり看護科以外は学科の中に2つ類型がある。
- 電気情報システム科
  - 電気類型
  - 情報システム類型
- 環境建設工学科
  - 都市計画類型
  - 建築類型
- 総合デザイン科
  - アート・ビジュアルデザイン類型
  - プロダクトデザイン類型
- 看護科
- 総合福祉科
  - 介護福祉類型
  - 医療福祉類型
- 商業　定時制

## 校風
校訓は、「進取　練磨　貢献」

## 年間行事
- 4月

```
  始業式・入学式
  創立記念日
```

- 5月

```
  宣誓式 (看護科)
  中間考査
  基礎看護実習I (2年)
  端午のつどい (総合福祉科)
```

- 6月

```
  進路ガイダンス (3年)
  基礎看護実習III (3年)
  福祉実習 (2・3年)
```

- 7月

```
  期末考査
  終業式
  インターンシップ前期 (2年)
  オープン・ハイスクール
```

- 8月

```
  インターンシップ後期 (2年)
  兵庫県高等学校介護コンテスト (総合福祉科)
```

- 9月

```
  始業式
  修学旅行 (2年)
  介護実習 (1・3年)
```

- 10月

```
  老年看護実習II (3年)
  中間考査
  龍北ウィーク (体育大会・龍北祭)
```

- 11月

```
  基礎看護実習II (2年)
  介護実習 (1・2年)
  アクションプラン (3年)
  地域拠点型合同防災訓練
  皮革まつりファッションショー (デザイン科)
```

- 12月

```
  期末考査
  終業式
```

- 1月

```
  始業式
  成人看護実習I (3年)
  大学入試センター試験 
  課題研究発表会 (工業科)
  介護福祉士国家試験
```

- 2月

```
  マラソン大会
  学習成果発表会
  町ぢゅう美術館
  推薦入試
  看護師国家試験
  学年末考査
  卒業証書授与式・表彰伝達式
```

- 3月

```
  一般入試
  終業式
  入学説明会
```

(2019年6月7日現在の行事)
※龍北ウィークは2年に一度で、体育祭と文化祭(龍北祭)が1週間の間に行われる。2018年度は水曜体育大会、金・土曜が龍北祭であった。

## 部活動
運動部
陸上競技、野球、サッカー、水泳、柔道、剣道、ソフトボール、ソフトテニス、バスケットボール、卓球、バレーボール、バドミントン、硬式テニス
文化部
文芸、写真、放送、調理(食物)、美術、書道、吹奏楽、華道、茶道、電気研究、コーラス、琴、点字、英会話、ボランティア、演劇、手芸、地歴、ビジネスライセンス、環境建設研究部
同好会
軽音楽、ダンス、デザイン、計算技術

## 交通アクセス
- JR姫新線 播磨新宮駅から南へ700m、徒歩約10分

## 新校舎完成予想図
校舎完成予想図（外部リンク）

## 近隣の高等学校
- 兵庫県立相生高等学校
- 兵庫県立龍野高等学校
- 兵庫県立太子高等学校
- 兵庫県立大学附属高等学校